# Paolo Vitelli
Paolo Vitelli (* 1461 in Città di Castello; † 1. Oktober 1499 in Florenz) war ein spätmittelalterlicher italienischer Condottiere und Ritter, Herr von Montone.

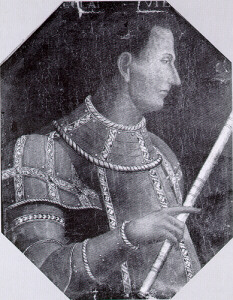
Porträt Paolo Vitelli

Wappen der Familie Vitelli

## Leben

### Herkunft und Anfänge
Er wurde als Kind aus der Ehe zwischen Niccolò Vitelli und Pantasilea Abocatelli im Jahr 1461 geboren. Bereits im Jahr 1475 war an der Seite seines Vaters im Kampf gegen die Päpste aktiv beteiligt, die versuchten, Città di Castello zu erobern. Im Jahr 1483 überfiel er mit seinen Brüdern Camillo und Giovanni die päpstlichen Truppen, die in der Nähe von Deruta lagerten. 1484 hatte er die Aufgabe unter den päpstlichen Insignien die Kriege gegen die Colonna unter dem Kommando von Gentile Virginio Orsini (1445–1497) weiterzuführen. Im Jahr 1485, noch unter dem Kommando von Orsini, war er in Lanuvio, wo die Colonna-Truppen lagerten. Die Gegner wurden überrumpelt und Vitelli gelang es eine große Beute zu machen: die Gesamtsumme betrug fast 20.000 Dukaten. 1487 wurde er vom Senator der Stadt zum Tod verurteilt, weil er Lorenzo Giustini (1430–1487) getötet hatte. Paolo wurde vom Papst begnadigt und aus Rom verbannt. Paolo verließ die Stadt, ging zuerst nach Perugia und kehrte dann nach Città di Castello zurück. Zusammen mit Paolo Orsini eskortierte er 1490 den florentinischen Kommissar Pier Filippo Pandolfini nach Perugia und erwirkte zwei Jahre später die Aufhebung aller von Papst Alexander VI. gegen ihn eingeleiteten rechtlichen Verfahren.

### In den Reihen der Franzosen und Pisaner
Ab 1494 stand er mit seinen beiden Brüdern Camillo und Vitellozzo in den Diensten der Franzosen und begab sich nach Genua, wo er die Familie Adorno durch die Fregoso an der Spitze der Stadt ablösen sollte. Trotz der Niederlage des französischen Heeres (Rapallo, 1495) durch die Ligurer gelang es Paolo, sie mit einer geschickten List zu besiegen. Nachdem sein Bruder Camillo in der Schlacht von Fornovo gekämpft hatte und für seine Fähigkeiten hoch gelobt worden war, schlossen sich die drei Vitelli für 3.000 Dukaten den Reihen der Stadt Pisa an. Gemeinsam übernahmen sie die Verteidigung von Vicopisano, aufgrund ihrer strategischen Lage eine wichtige Stadt zwischen Florenz und Pisa, die von den Florentinern beansprucht wurde. Sie wehrten die Angriffe von Guidobaldo da Montefeltro ab, der von den Vitelli zum Rückzug nach Albareto gezwungen wurde. Nach der Wiederaufnahme der Beziehungen zwischen Florenz und Frankreich gingen Paolo und sein Bruder Vitellozzo in den Sold der toskanischen Stadt über.

### Florentiner Karriere

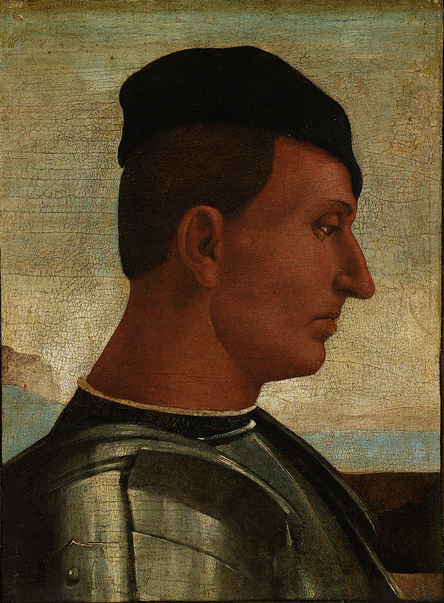
Luca Signorelli, Porträt von Camillo Vitelli, Bruder von Paolo, (ca. 1493–1496)

Sie begannen sofort mit der Belagerung von Pisa, die mit der Besetzung von Borgo San Marco gut zu verlaufen schien. Aber dann wendete sich das Schicksal der Schlacht zugunsten des pisanischen Burgherren Robert de Balzac (1440–1503), Herr von Entragues und Rioumartin, der als Franzose gegen die Interessen seines Königs vorging und die Florentiner der beiden Vitelli beschoss, welche die Schlacht verloren, wobei auch Paolo durch eine Lanze am Bein verwundet wurde. Als er nach Città di Castello zurückkehrte, wurde er vom florentinischen Kommissar Tommaso Tosinghi zurückbeordert. So verließ er nachts mit 500 Infanteristen die Stadt, um sich den bereits in Valiano vorhandenen Truppen anzuschließen, und begann mit der Belagerung der Stadt, deren Widerstand jedoch nicht gebrochen wurde. Vitelli erlitten eine schwere Niederlage von der auch Machiavelli berichtete. Nachdem er für kurze Zeit mit Vitellozzo zur Belagerung von Pisa zurückgekehrt war, kämpft Paolo 1496 mit seinem Bruder Camillo und Virginio Orsini gegen die Aragonesen. Gemeinsam belagerten sie Monteleone d’Orvieto, welche der Kompanie Proviant verweigert hatten, und im Februar desselben Jahres gaben die drei L’Aquila, Teramo und Giulianova an Frankreich zurück. Im April griff er mit seinem Bruder Camillo eine große Anzahl deutscher Soldaten in der Nähe von Troia an.

### Verhaftung und Inhaftierung
Im Juni 1496 wurde Paolo Opfer eines Hinterhalts: Auf der Suche nach Vorräten, die aus einem venezianischen Lager geholt werden sollten, wurden Vitelli und Paolo Orsini († 1503) von der Kavallerie Francesco II. Gonzagas und von aragonesischen Lanzenreitern angegriffen und sie wurden gezwungen in Atella Schutz zu suchen. Aber nach den Friedensverhandlungen zwischen Gilbert de Bourbon-Montpensier und Ferdinand von Aragon wurde die Situation von Vitelli und Orsini viel komplexer: Nachdem die Franzosen Atella an die Aragonier abgetreten hatten, traten sie auch die beiden Glücksritter an die andere Partei ab. So wurde Paolo ein Gefangener im Castello di San Giorgio des Herzogs von Mantua, Francesco II. Gonzaga, der auch dem Druck von Cesare Borgia und von Papst Alexander VI. widerstand, die seine Freilassung wollten, die 1497 erfolgte, was bei den Venezianern nicht gut ankam.

### Erster Teil des Pisa-Krieges

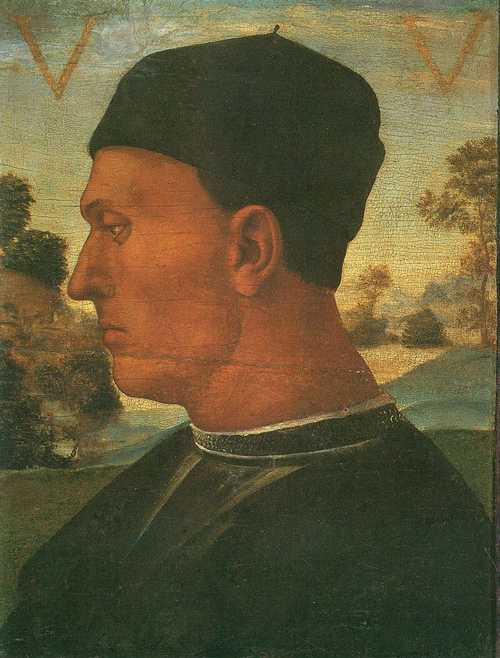
Luca Signorelli, Porträt von Vitellozzo Vitelli, Bruder von Paolo, (ca. 1492–1496)

So kehrte er 1498 zusammen mit seinem Bruder Vitellozzo in den Dienst der Florentiner zurück. Sie vereinbarten einen Vertrag, der die Kürzung der den beiden Vitelli zustehenden Gelder im Falle des Friedens oder für den Fall, dass der König von Frankreich die geforderten Summen nicht akzeptiert, vorsah. In diesem Jahr wurde Paolo von Marcello Adriani zum Generalkapitän ernannt und erlangte damit die Kontrolle über die florentinischen Truppen. Er begann sofort mit seinen Einsätzen gegen die Pisaner: bei Pontedera gelang es ihm, seine Feinde zu besiegen (Juni 1498), während er im Juli, nachdem er Calcinaia eingenommen hatte, zwischen Pisa und Cascina in einem Hinterhalt lag, wo es ihm gelang, eine Kolonne auf dem Weg nach Cascina abzufangen.
Der Hinterhalt erwies sich als Erfolg, und die Florentiner schickten mehr Truppen zu Vitelli, damit er seine Feldzüge fortsetzt, und Paolo bewies sofort seine Fähigkeiten. Er gab vor, nach Cascina zu wollen, tatsächlich aber schlich er nach Buti, wo er die Stadt in weniger als zwei Tagen einnahm, und schickte Giacomo Novello († 1536), der für die Verteidigung der Stadt zuständig war, als Gefangenen nach Florenz. Außerdem ließ er fünf venezianischen Arkebusenschützen die Hände abhacken und zwang sie mit den Gliedern um den Hals, nach Pisa zurückzukehren. Einen weiteren Beweis für seine große militärische Fähigkeit lieferte er mit der Eroberung von Vicopisano, dann zog er weiter ins Calci-Tal und versuchte, nachdem auch dieses Bollwerk gefallen war, Rocca della Verruca einzunehmen. Dank seiner Spione gelang es Paolo zusammen mit seinem Bruder Vitellozzo, ein pisanisches Aufgebot abzufangen, das versuchte sich der Bastion von Dolorosa zu nähern, die Vitelli zur Überwachung der Lage in Vicopisano errichtet hatte. Während der Schlacht wurden einige Hauptleute gefangen genommen, darunter Giorgio Schiavo († 1500). Dann belagerte er Pisa, aber als er sah, das dies vergeblich ist, zog er sich zurück und lagerte vor Cascina. Es gelang ihm Montemaggiore und Castelvecchio zu erobern und er belagerte Ripafratta, das von 200 Venezianern verteidigt wurde, und eroberte es in wenigen Tagen, danach griff er erfolgreich Filettole an.
Das Verhältnis zu den Florentinern war allerdings nicht rosig: Wenn Florenz sich über die ständigen Anfragen nach Männern und Geld beschwerte, wies auch Vitelli darauf hin, dass er manchmal gezwungen sei, die Soldaten aus der eigenen Tasche zu bezahlen. In Florenz angekommen, bat Paolo um mehr Männer und Geld und zog nach Casentino, wo er bei Giuliano (1421–1501) aus der florentinischen Adelsfamilie Gondi zu Gast war. Danach zog er nach Bibbiena, wo er es vorzog den Venezianern nicht im Kampf zu begegnen, aber es versperrte ihm den Weg nach Arezzo und ins Valdarno. Vom Herzog von Mailand Ludovico il Moro wurden ihm etwa 1.000 Mann anvertraut, deren Hauptmann Gaspare da San Severino (1455–1519) war. Die beiden hatten ein Gespräch mit Carlo Orsini, was die Florentiner verärgerte, die befürchteten, dass er Absprachen mit Piero il Fatuo getroffen hat. Paolo belagert Pieve Santo Stefano, wo sich Orsini eingeschlossen hatte, konnten es aber nicht erobern. Anschließend zog er nach Verghereto und Pratieghi, wo er die Nachschubwege für Orsini abschnitt, der sich immer noch in Pieve Santo Stefano verbarrikadiert hat.
Aber bald gelang es Vitelli, seine Kämpfe gegen Orsini zu beenden. 1499 gelang es ihm die toskanische Stadt in der sich Carlo befand zu erobern. Aber gleichzeitig wurden aufgrund des Verdachts, dass er entweder ein Verbündeter von Piero il Fatuo war oder bereit war die florentinischen Reihen für die venezianischen zu verlassen, zahlreiche Vorwürfe gegen ihn erhoben. Er wurde auch von San Severino beschuldigt, Carlo Orsini nicht getötet zu haben, als er die Gelegenheit dazu hatte. Er gewährte Guidobaldo da Montefeltro und Giuliano de’ Medici, Herzog von Nemours, die Möglichkeit, Bibbiena (wo sie eingekerkert waren) ohne Erlaubnis der Obrigkeit zu verlassen, da Montefeltro an der Gicht erkrankt war. Er blockierte ein zweites venezianisches Heer unter der Führung von Niccolò Orsini, das aus dem Apennin kam, aber wieder wurde er für sein Handeln kritisiert. Ihm wurde vorgeworfen, zu langsam bei seinen Manövern zu sein und ersten Gerüchte über einen möglichen Verrat des Hauptmanns aus Tifernate begannen sich zu verbreiten. Als Ranuccio da Marciano (1462–1501) die gleiche Besoldung erhielt nörgelte Vitelli so sehr an Florenz herum, dass seine militärischen Forderungen erfüllt wurden, was wiederum die Staatskasse belastete.

### Zweiter Teil des Pisa-Krieges
Mit dem Rückzug der Venezianer aus dem Pisa-Krieg kehrte Paolo nach Città di Castello zurück, da sein Gehalt gekürzt worden war, bevor er von Piero Corsini zu den Kämpfen zurückgerufen wurde, da Pisa trotz des Rückzugs von Venedig nicht die Absicht hatte, sich aus dem Krieg gegen Florenz zurückzuziehen. Im Juni 1499 nahm er Cascina kampflos ein und nahm Rinieri della Sassetta († 1520) und Cristoforo Albanese († 1535) gefangen. Da Paolo wusste, dass die beiden in Florenz mit Sicherheit getötet werden würden, wollte er nicht die Rolle eines Henkers übernehmen und ließ sie frei, was für Aufsehen sorgte. Im Juli 1499 begann er mit der Belagerung von Pisa. Sein Augenmerk richtete sich ganz auf den Turm von Stampace, der am Tag des Hl. Laurentius von Brindisi, dem 22. Juli, zerstört wurde. Trotz der offensichtlichen Schwierigkeiten der Pisaner zögerte Vitelli, eine entscheidende Offensive zu starten, da er überzeugt war, dass ihm die Artillerie fehlte. Er und sein Bruder Vitellozzo mussten sogar ihre eigenen Infanteristen zurückrufen, die sich aus eigener Initiative zum Angriff aufgemacht hatten. Aufgrund von Regenfällen folgte eine Periode der Untätigkeit, da damals die weit verbreitete Malaria und verschiedenen Krankheiten die Soldaten und den Tross quälten (Paolo selbst litt an Malaria).

### Verhaftung und Tod
Nachdem er das Schlachtfeld von Pisa nach Cascina und Livorno verlegt hatte, wurde Vitelli am 30. September 1499 von Ranuccio da Marciano und Jacopo IV. Appiano, die auf Befehl des Gonfaloniers Gioacchino Guasconi (1438–1521) handelten, verhaftet, weil er diesen Strategiewechsel ohne jegliche Erlaubnis der Florentiner durchgeführt hatte. Paolos Bruder Vitellozzo konnte der Gefangennahme entkommen und wurde mit großem Wohlwollen von den Pisanern empfangen. Paolo wurde zum Palazzo Vecchio gebracht, wo er am nächsten Tag zuerst gefoltert und dann im Sala del Ballatoio enthauptet wurde. Vitelli soll in beiden Fällen seinen großen Mut bewiesen haben. Beweise für seinen Verrat wurden nie gefunden. Vielleicht waren seine Feindschaften mit Ranuccio da Marciano und den Anhängern von Girolamo Savonarola der Grund für die Hinrichtung Paolos.
Paolo Vitelli hatte 2 Kinder: Alessandro und Niccolò